# Juan Jerónimo Agüesca

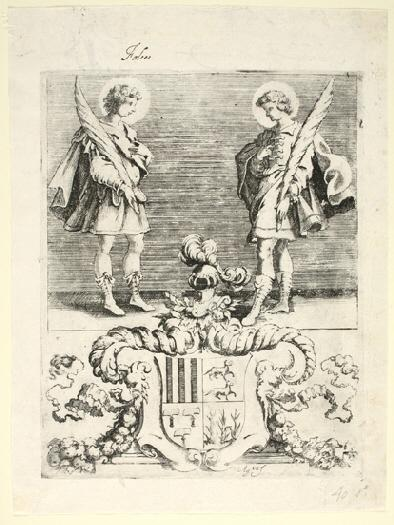
Escudo de armas de Falces, aguafuerte, papel beige verjurado, 242 x 181 mm, Museo de Huesca.

Juan Jerónimo Agüesca Ullate (fallecido en 1655) fue un pintor y grabador calcográfico español,  activo en Huesca.

## Biografía
Casado con María Rossis, el 22 de julio de 1650 el matrimonio bautizó a un hijo de nombre Jerónimo Tomás que fue apadrinado por Vicencio Juan de Lastanosa. Protegido por este, fue bedel de la Universidad Sertoriana de Huesca, para la que grabó un elevado número de escudos de armas utilizados para adornar las «conclusiones» de los debates universitarios. El 14 de marzo dictó su testamento que ya no pudo firmar por hallarse gravemente enfermo. En él dejaba como usufructuaria de sus bienes a su esposa y como tutores de su hija Teresa, de quien se conocen también algunos grabados, de apenas un año, a sus hermanos, el doctor Lorenzo Agüesca, presbítero y grabador también él, Juan Domingo y María, al esposo de esta y al canónigo José Santolaria, autor de un tratado titulado Iuris-Consultorum Delecti Iudicii que salió publicado en Huesca en 1644 con portada calcográfica firmada por Agüesca.
A tenor de los versos que le dedicó Juan Francisco Andrés de Uztarroz en su Aganipe de los cisnes aragoneses, habría sido también poeta:

Gerónimo de Agüesca, cuyo ingenio / las sales engrandece con su genio. / Y su mano ambidiestra / en el buril y métrica palestra / ostenta lo valiente, / y muestra de su Musa lo eminente / Apolo por honrarle en la Helicona, / y por que de su cítara blasona / por adornar su frente, / de las hojas de Dafne le corona.

Entre 1650 y 1651 se encargó de las pinturas al óleo del retablo de Santa Catalina en su capilla de la catedral de Huesca, con la santa titular en la calle central.
De su trabajo como grabador se conocen las portadas calcográficas de algunos libros, como los Elogios de la verdad e invectiva contra la mentira de Luisa María de Padilla, condesa de Aranda, impreso en Zaragoza en 1640, y los escudos de armas de Francisco de Orozco y Rivera, marqués de Mortara, de la familia Cebrián y de los Falces, con las efigies de los santos Justo y Pastor, conservados en el Museo de Huesca, y el del obispo de Zaragoza Pedro Apaolaza Ramírez, del que un ejemplar guarda la Biblioteca Nacional de España. 